# Philippe Adams
Philippe Adams (Mouscron, 1969. november 19. –) belga autóversenyző.

## Pályafutása
1992-ben második helyen végzett a brit Formula–3-as bajnokságban, majd 1993-ban megnyerte a brit Formula–2-es sorozatot.
1994-ben Adams és támogatói 500 000 dollárt fizettek a Lotus-istállónak, hogy az két futam erejéig versenyautót biztosítson számára a Formula–1-es világbajnokságon. Adams így Alex Zanardi helyét vette át a belga és a portugál versenyen. Mind a két futamra kvalifikálta magát, Belgiumban egy kicsúszás miatt kiesett, Portugáliában pedig a tizenhatodik helyen ért célba. Szándékai szerint a soron következő európai nagydíjon is jelen lett volna, ám a csapat ekkor már újra Zanardinak biztosított lehetőséget.

## Eredményei

### Teljes Formula–1-es eredménylistája
(Táblázat értelmezése)

(Félkövér: pole-pozícióból indult; dőlt: leggyorsabb kört futott) 

| Év   | Csapat     | Modell    | Motor           | 1   | 2   | 3   | 4   | 5   | 6   | 7   | 8   | 9   | 10  | 11     | 12  | 13     | 14  | 15  | 16  | Helyezés | Pont |
| ---- | ---------- | --------- | --------------- | --- | --- | --- | --- | --- | --- | --- | --- | --- | --- | ------ | --- | ------ | --- | --- | --- | -------- | ---- |
| 1994 | Team Lotus | Lotus 109 | Mugen-Honda V10 | BRA | PAC | SMR | MON | ESP | CAN | FRA | GBR | GER | HUN | BEL Ki | ITA | POR 16 | EUR | JPN | AUS | -        | 0    |